# Vincenzo Crea
Vincenzo Crea (Roma, 18 maggio 1999) è un attore italiano.

## Biografia
Dopo una prima esperienza sul set di un posto al sole e successivamente in Distretto di Polizia, esordisce al cinema ad appena 11 anni in Appartamento ad Atene, opera prima di Ruggero Dipaola tratto dall’omonimo romanzo del 1945 di Glenway Scott, al fianco di Laura Morante e Richard Sammel. Nel 2016 è protagonista ne I figli della notte. Per la sua interpretazione gli viene riconosciuta una menzione speciale al Premio Guglielmo Biraghi . 

## Filmografia

### Cinema
- Appartamento ad Atene, regia di Ruggero Dipaola (2012)
- I figli della notte, regia di Andrea De Sica (2017)
- L'eroe, regia di Andrea De Sica - cortometraggio (2017)
- Il mangiatore di pietre, regia di Nicola Bellucci (2018)
- Nessuno come noi, regia di Volfango De Biasi (2018)
- Il primo re, regia di Matteo Rovere (2019)
- The App, regia di Elisa Fuksas (2019)
- Gli indifferenti, regia di Leonardo Guerra Seràgnoli (2020)
- Romanzo radicale, regia di Mimmo Calopresti (2022)
- Esterno notte, regia di Marco Bellocchio (2022)
- Padre Pio, regia di Abel Ferrara (2022)
- Gloria!, regia di Margherita Vicario (2024)

### Televisione
- Un posto al sole - serie TV (2005)

- Distretto di Polizia 10, regia di Alberto Ferrari - serie TV (2010)
- R.I.S. Roma 3 - Delitti imperfetti - serie TV (2012)
- Angeli - Una storia d'amore, film TV (2014)
- Una Pallottola Nel Cuore 2 - serie TV (2016)
- Sirene, serie TV - Rai 1 (2017)
- I Medici - Nel nome della famiglia (Medici: The Magnificent), serie TV - Rai 1, 5 episodi (2019)
- Tutto chiede salvezza, regia di Francesco Bruni - serie Netflix (2022-2024)
- squadra mobile - serie tv

## Premi e riconoscimenti
- Premio Guglielmo Biraghi - menzione speciale per I figli della notte [4]
- Magna Graecia Film Festival 2017 - Menzione speciale della giuria per I figli della notte (ex aequo) [5]
- Milano International Film Festival 2012 - Miglior attore non protagonista per Appartamento ad Atene